# Лавренко, Виктор Сергеевич
Виктор Сергеевич Лавренко (р. 10 августа 1976, Истра, Московская область) — деятель Рунета и вьетнамского Интернета, экс-технический директор Mail.ru, директор и основатель интеллектуальной поисковой системы Nigma, поисковой системы и браузера Cốc Cốc, страховой компании «Манго», в настоящее время[какое?] партнёр и основатель инвестиционной компании «Tryvesting VC».

## Ранняя жизнь и образование
Родился в еврейско-украинской семье советских инженеров, окончил истринскую школу № 1 имени А. П. Чехова, в 11-м классе стал победителем областной олимпиады по информатике среди школьников. В 1998 году закончил с отличием факультет вычислительной математики и кибернетики Московского государственного университета. Учился также в аспирантуре, но кандидатской диссертации не защитил. Начиная с 2003 года некоторое время занимался оказанием благотворительной помощи своему факультету и его студентам.

## Карьера
В 1997–1999 годах работал программистом в компании «МЦСТ», разрабатывающей микропроцессоры и вычислительные комплексы, в 1999 году был ведущим программистом компании Netscape. 

### Mail.ru
Лавренко один из сотрудников-соснователей Mail.ru, где он стал первым техническим директором. С 1999 по 2005 год работал на разных должностях, руководя технологиями, стратегией и финансами компании. Организовывал процесс слияния между Mail.ru и Netbridge, после краха пузыря доткомов года занимался продажами рекламы.

### Нигма
В 2005 году Лавренко стал соучредителем Nigma, поисковой системы, известной своими алгоритмами кластеризации, которые анализировали контекст запроса пользователя и группировали результаты поиска по темам. Первоначально Нигма была самофинансируемым научным проектом, позже получила инвестиции в размере 3 миллионов долларов от Digital Sky Technologies (предшественника DST Global), выделенных основателем DST Юрием Милнером. С ноября 2010 года Виктор Лавренко занимал должность президента компании.

### Cốc Cốc
После выхода из Nigma в 2012 году Лавренко и его команда переехали во Вьетнам, чтобы запустить новую поисковую систему Coc Coc. В новой компании Лавренко стал генеральным директором и сосредоточился на разработке функций поисковой системы, основанных на искусственном интеллекте, а затем и на веб-браузере, обеспечивающем локализованный пользовательский интерфейс. К 2018 году Cốc Cốc имел более 24 миллионов активных пользователей в месяц. Общий объем инвестиций в Coc Coc составил более 30 миллионов долларов, включая раунд в 14 миллионов долларов, возглавляемый холдингом Hubert Burda Media. Под руководством Лавренко выручка Coc Coc выросла с нуля до более чем 10 миллионов долларов на момент, когда Лавренко покинул компанию.

### Страховая компания «Манго»
В 2018 году Лавренко основал страховую компанию «Манго». Занимал пост директора до 2021 года, после чего продал свою долю первоначальным инвесторам из «Альфа Страхования». Общий объем инвестиций в страховые резервы, технологии и маркетинг «Манго» составил более 20 миллионов долларов.

### Tryvesting VC
После продажи «Манго» Лавренко покинул Россию и основал венчурный фонд Tryvesting VC, который управляет капиталом партнеров на сумму $1 млрд. 

### Интервью
- «Nigma.ru — исследовательский проект»
- Руководитель Nigma.ru Виктор Лавренко // Аналитическая программа «Рунетология»
- С чего начиналась Нигма